# 西健一郎
西 健一郎（にし けんいちろう、 1937年8月8日 - 2019年7月26日）は、日本の和食料理人。新橋にあった京料理店「京味」亭主を務めた。

## 来歴
著名な京料理人である西音松の四男として京都に生まれる。料理人を継ぐはずだった長兄が他の道を志したため、父親から17歳の頃に料理人になるように命じられ、京都の高級割烹（たん熊）で修行を始める。
抜群の料理センスと負けん気の強さで頭角を現し、1967年に30歳で独立して東京・新橋に自分の店「京味」を構える。なお命名者は、裏千家家元（15代目）の千玄室。
店は文化人や作家、政財界人など著名人が集う人気店となるが、一抹の不安が残るようになる。更に父親の「まだ料理人のうちに入ってませんわ」という評価が追い討ちをかけた。数年間独自で探求を試みるが、結果的に京都で既に引退していた父親に教えを仰いだ。父親は70歳を過ぎ、西は30代半ばだった。二度目の修行は父親が86歳で亡くなるまで、およそ10年続けた。
晩年はメディアに出演し、長年の贔屓の一人作家平岩弓枝との共作で100品余の献立を紹介した『「京味」12か月』を連載し、月刊「文藝春秋」に2009年4月号まで13回連載（同年10月に下記を出版）した。
2019年7月26日、肝不全により死去。享年81。「京味」も西の死去から5ヶ月後となる同年末をもって閉店した。

## 出演

### テレビ
- イシバシ・レシピ、数回出演
- TVドラマ美味しんぼ、本人役として出演
- プロフェッショナル仕事の流儀（NHK、2009年2月24日）

### 漫画
- 「美味しんぼ」　小学館（実名で出演）

## 著書
- 造り－魚とその扱い（柴田書店、1981年）
  - 京の味－焚合せ（柴田書店、1984年）、各・ビジュアル本
  - 京味の焼きもの（柴田書店、1992年）、各・新版刊
- 季節のおかず （中央公論社、1994年）
- 料理人が作る家庭のおかず （中公文庫ビジュアル版、1997年）
- 今夜の酒の肴 （中公文庫ビジュアル版、1997年）
- 和のおかず－京味・西健一郎の幸せな台所（大海社、1997年）
- 日本のおかず （幻冬舎、2008年）
- 京味のお椀 （幻冬舎、2009年）
- 京味 季節の和食 （NHK出版、2014年）

関連文献
- 平岩弓枝と共著『「京味」の十二か月』（文藝春秋、2009年）、ビジュアル本
- 野地秩嘉『京味物語』（光文社、2021年）